# سالویرولا
سالویرولا (به ایتالیایی: Salvirola) یک کومونه در ایتالیا است که در استان کریمونا واقع شده‌است.

## خصوصیات
سالویرولا ۷٫۴ کیلومترمربع مساحت و ۱٬۰۴۸ نفر جمعیت دارد.